# 定格
定格（ていかく、英語: rating）とは、機器や装置、部品などについて、指定された条件における仕様、性能、使用限度などのこと。製造者が、その機器の仕様や、適正な使用方法を示した数字で、その値を定格値（英語: rated value）と言う。

## 概要
定格は出力、トルク、電圧、電流、回転数、荷重などの値で指定し、それぞれ定格出力、定格トルク、定格電圧、定格電流、定格回転数、定格荷重など、「定格○○」と呼ばれる。
指定された条件は、機器の性格、使用目的、使用頻度、想定される保守条件などにより異なるため、
具体的な条件と定格値の定義は、機器や部品の種類ごとに、工業規格などで定められているのが一般的である。安全性に関わる場合には、法令によっても定められている。
ただし、機器や部品の使用条件が特殊である場合は、製造者と使用者の間で個別の条件を設定することもある。また、使用条件により性能が変化する機器では、異なる使用条件に対する複数の定格を設定することがある。
いずれの場合も、定格値とは「格付け」、あるいは設計条件など「何らかの意図を含めた」値のことで、機器の仕様を記載する場合にも、「定格」と「性能」・「特性」などが区別されることが一般的である。また、定格は製造者が示すものであるため、製造者による保証値という意味を持つ。

## 定格の事例
定格は、さまざまな分野で定められる条件が異なることから、分野により具体的な意味が異なる。ここでは、いくつかの分野の定格について事例とともに示す。

### 移動式クレーンにおける定格荷重

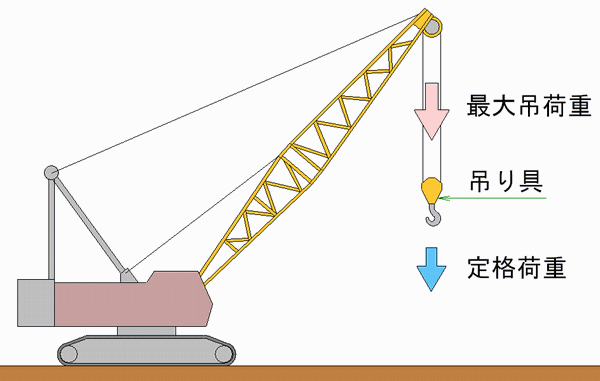
クレーンの定格荷重は、最大吊荷重から吊り具の重量を差し引いたものと定義される。

移動式クレーンでは、クレーンの仕様、および荷を吊るときの条件により、最大吊荷重が定まっている。最大吊荷重は、クレーンの重量、備えるアームの強度、荷を吊る作業半径などから算定され、クレーンの最大吊り能力を示すものである。この最大吊荷重には、実際に吊る荷の重さのほか、吊り具（滑車や荷を吊るためのフック）の重量も含んでいるため、実際に吊ることのできる荷の重さはこれより小さくなる。
そこで、移動式クレーンにおいては、最大吊荷重から吊り具の重量を差し引き、実際に吊れる荷の重さの最大値を定格荷重と称している。このことから、定格荷重を『正味荷重』と呼ぶこともある。定格荷重の算定にあたっては、吊り具の重さを正確に把握することが望ましいが、簡易的に最大吊荷重の90パーセントを定格荷重とする計算も行われる。
このように、定格値は機器を適切に使用するためにもっとも重要なものが選ばれる。そのため、移動式クレーンでは、『定格荷重』が安全上もっとも重要な『正味荷重』に決められている。

### 電気機器における定格
電気を用いる機器やシステムでは、設計上安定して使用できる電圧や電流があり、これを定格としている。ただし、一般に定格の値は余裕を持って定められており、一時的であれば定格を超えて使用できる場合もある。この場合は、一瞬たりとも超えてはならない値として絶対最大定格または瞬間最大などが別途定められている。
例えば、電動機（モーター）は多数の巻線により磁界を発生させることから、その絶縁性能を確保することが一つの制限となる。絶縁性能を確保するには、決められた電圧を守ることのほか、決められた温度以上とならないようにすることが重要である。モーターに大電流を流し続けると温度が上昇し、やがて絶縁性能を確保できなくなる。また、効率の悪化を招くこともある。そこで、製造者がそうした不都合を考慮して適当と考えた、流し続けてもよい電流値を定格電流と呼び、そのとき発揮できる性能を定格出力や定格速度などと定めている。定格は、一般にその機器に取り付けられた銘板に記載されている。
電気機器を連続的に使い続けた場合、発熱と放熱・冷却がつりあって温度が一定となった時点で許容できる温度以下であれば、問題なく使用できる。また、一時的に大きな出力を出したとしても、それが十分短時間であれば温度上昇は許容できる範囲に収まるので、やはり問題なく使用できる。このことから、連続的に用いる場合と、短時間で用いる場合の定格は異なってくる。連続的に使用することを前提にした定格を連続定格（continuous rating）、短時間で使用することを前提にした定格を短時間定格（short-time rating）、断続的に使用することを前提にした定格を反復定格（intermittent-service rating）と呼ぶ。短時間定格は、前提とする使用時間をつけて30分定格とか1時間定格などの呼び方をする。
通常は連続定格を前提にするが、クレーンや電車の電動機はその使用条件から短時間定格を前提とした設計をすることが普通である。一概にはいえないが、同じ機械の連続定格と短時間定格では、短時間定格の方が20 - 30%程度大きくなる。

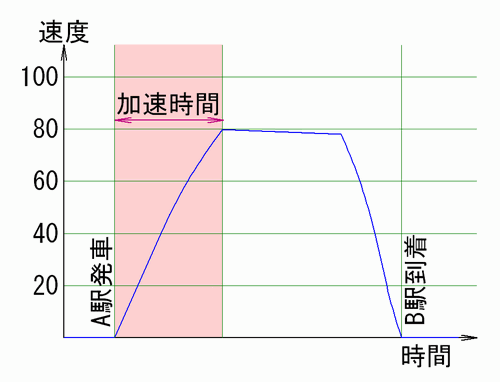
電車の走行曲線の例。
縦軸-速度、横軸-時間。

例えば、実際の電車の走行を考えてみると、大きな電流を連続して流すことはあまり行われない。駅を発車した電車は、速度を上げるためモーターに電流を流すが、一定の速度に到達すると電流を切り、惰性で走行することが一般に行われる（右図）。これは摩擦が小さく走行抵抗が低い鉄道の特性によるもので、モーターに電流が流れるのは短時間に限られる。また、駅で停車している間もモーターは無負荷であり、電流は流れない。電流が流れていない間にモーターは十分冷却されるので、連続して電流を流し続ける場合に比べて大きな電流を流しても許容温度に達することはない。
このように、電車に搭載されているモーターの連続定格と、実際の電車走行におけるモーターの使用条件は、大きく異なっている。したがって電車のモーターでは、短時間使用であることを前提に、連続定格を大きく超えた短時間定格の範囲で使用することがしばしば行われる。公称数値は1時間定格でも、実際の使用範囲はその2倍以上にも達することが多い（後述する速度比）。ただし新幹線では速度域が高く空気抵抗が大きいため、一定の速度に達しても速度を維持するために常に電流を流している。そのため、連続定格を基準とした電動機・制御となっている。

### 鉄道車両における定格速度
鉄道の電気車（電気機関車・電車）においては、「定格速度」という概念が多く用いられる。主電動機に定格電圧（= 端子電圧）をかけた時に電流が定格電流と一致した時の回転数が定格回転数であり、定格回転数の時の速度が定格速度である。全界磁（100 %界磁）時の定格速度を以て公称値とする場合がほとんどだが、カルダン駆動方式の直流整流子電動機では弱め界磁定格設計のものも多く生産された。国鉄の制式主電動機を例にとると、MT46型が70 %界磁定格、MT54型が全界磁定格、MT55型が85 %界磁定格である。いずれの場合も定格回転数（= 定格速度）において効率が最大となる（約89 %）。なお、出力が同じであれば、定格引張力は定格速度に反比例する。定格速度を上げれば高速性能は向上するが、歯車比は固定のため（変速機を持たないため）一般に起動加速度は下がる。しかし、加速度は主電動機に実際に流す最低電流値（限流値）を定格電流以上（と言っても上限は2倍弱程度）に上げることでカバーできる。高速性能もまた、モーターに補償巻線を付加し弱め界磁制御の範囲を拡大することによって同様に向上させることが可能である（私鉄電車に実例多数）。また、動力車の高速性能を表すために、弱め界磁最終段における定格速度を明示することもあるほか、設計最高速度と全界磁定格速度との比を速度比と呼ぶ場合もある。定格速度30 km/hの電車が100 km/h以上の高速域から発電ブレーキを使用する場合、主電動機には瞬間的に定格の3倍以上もの負荷がかかることになる。
以上は直流整流子電動機（多くが直巻整流子電動機）を使用していた時代の話であり、現在主流の交流電動機を使用したVVVFインバータ制御ではプログラミングにより出力特性や走行特性を比較的自在に設定することが可能なため、電動機自体の定格値を前面に出して論じられることは少なくなっている。JR東日本209系電車などはその好例である。
- 国鉄183系電車
  - MT54型主電動機：定格電圧375 V・1時間定格電流360 A・定格出力120 kW・全界磁定格回転数1,630 rpm・40 %弱界磁定格回転数2,620 rpm。
  - 歯車比 77：22 = 3.5：1、動輪直径 860 mm（摩耗限度までの使用を考慮して計算では820 mmとする）
  - よって全界磁定格速度72.0 km/h、40 %界磁時定格速度116.0 km/h。設計最高速度160 km/h。全界磁時の定格引張力は電動車1ユニット（主電動機8個）で4,860 kgとなる。
- 国鉄185系電車
  - MT54型主電動機
  - 歯車比 82：17 = 4.82：1
  - よって全界磁定格速度52.5 km/h、40 %界磁時定格速度84.5 km/h。設計最高速度115 km/h（歯車比が同じ国鉄117系電車の運用実績から）。全界磁時の定格引張力は電動車1ユニットで6,690 kgとなる。